# Viktor Pučkov
Viktor Ivanovič Pučkov (rusko Ви́ктор Ива́нович Пучко́в), ruski hokejist, * 10. marec 1944, Serov, Rusija.
Pučkov je v sovjetski ligi vso kariero branil za klub Avtomobilist Sverdlovsk, skupno na 137-ih prvenstvenih tekmah. Za sovjetsko reprezentanco je nastopil na enem  svetovnem prvenstvu, na katerem je osvojil zlato medaljo, skupno pa je za reprezentanco branil na petih tekmah.

## Pregled kariere
Odebeljeno - reprezentančni nastopi, glej tudi Statistika pri hokeju na ledu.
| Moštvo          | Liga                 | Sezona |    | Redni del | Redni del | Redni del | Redni del | Redni del | Redni del | Redni del | Redni del |    | Končnica | Končnica | Končnica | Končnica | Končnica | Končnica | Končnica | Končnica |
| --------------- | -------------------- | ------ | -- | --------- | --------- | --------- | --------- | --------- | --------- | --------- | --------- | -- | -------- | -------- | -------- | -------- | -------- | -------- | -------- | -------- |
| Moštvo          | Liga                 | Sezona | OT | PG        | G         | P         | T         | KM        | GT        | OD        | OT        | PG | G        | P        | T        | KM       | GT       | OD       |          |          |
| Sovjetska zveza | Svetovno prvenstvo A | 69     |    | 3         | 10        | 0         | 0         | 0         | 0         |           |           |    |          |          |          |          |          |          |          |          |